# Geoffrey Parsons
Geoffrey Penwill Parsons OBE d'AO (15 de juny 1929 – 26 de gener 1995) era un pianista australià, notablement destacable com a acompanyant de cantants i instrumentistes. Després de la jubilació de Gerald Moore, va ser generalment considerat el gran acompanyant de cantants de lieder, "tot elevant la funció d'acompanyant amb la seva musicalitat i la seva tranquil·litat a l'hora de tocar".

## Biografia
Geoffrey Parsons va néixer a Ashfield, un suburbi de Sydney, en una família de classe treballadora. Va tenir dos germans més grans i una extensa família. Ell, al principi, volia estudiar arquitectura, però el seu amor per la música va prevaldre. Va estudiar amb Winifred Burston (un estudiant de Ferruccio Busoni) al NSW State Conservatorium of Music des del 1941 fins al 1948, i sota el tutela d'Eugène Goossens. Va guanyar l'ABC's Instrumental and Vocal Competition l'any 1947, interpretant el Concert nº2 de Brahms. Va fer gira per Austràlia amb Essie Ackland al 1948, i al 1950 va viatjar a Gran Bretanya per actuar amb el baix-baríton Peter Dawson. Quan van completar la gira de sis concerts, Parsons es va quedar a Londres, inicialment guanyant-se la vida com a pianista de còctel lounge.
En el seu primer concert a Londres, després de la Segona Guerra Mundial, va interpretar el Winterreise de Schubert amb el cantant Gerhard Hüsch, a partir d'aquí, Parsons fou convidat a Múnic, per tal de ser el pianista acompanyant permanent de Hübsch. Allà va estudiar amb Friedrich Wührer l'any 1956. Al 1961 va ser la seva primera aparició amb Elisabeth Schwarzkopf al Royal Festival Hall, convertint-se després en el seu principal acompanyant. la llista de cantants amb qui va treballar inclou: Joan Hammond, Victòria dels Àngels, Nicolai Gedda, Rita Streich, Birgit Nilsson, Hans Hotter, Hugues Cuénod, Norman Bailey i Janet Baker.
Quan era més gran, també va acompanyar cantants com ara Thomas Hampson, Olaf Bär, Barbara Bonney, Thomas Allen, Jessye Norman, Wolfgang Hozmair i Bryn Terfel.
Geoffrey Parsons també va acompanyar alguns dels grans instrumentistes de la història, com ara Nathan Milstein, Ruggiero Ricci, Paul Tortelier, Wanda Wiłkomirska i Ida Haendel. Els artistes amb qui va col·laborar de seguida apreciaven l'exemple de la seva musicalitat, i el nivell d'una manera de tocar que era totalment nova en els rols d'acompanyant. Això va portar a que el reconeguessin com a el pianista companyant ideal i gràcies a això va fer una carrera, en la qual va actuar en 40 països i 6 continents, incloent el grans festivals internacionals de música. També va gravar àmpliament durant la seva carrera. Per exemple, l'any 1991 va gravar, juntament amb Victòria dels Àngels, l'integral de Cançons tradicionals Catalanes harmonitzades per Manuel García-Morante.
Parsons va morir el 26 de gener de 1995 a causa d'un càncer.